# Волкова Ніна Павлівна
Ніна Павлівна Во́лкова (нар. 28 січня 1917, Юбер — пом. 9 листопада 1993, Київ) — українська художниця; член Спілки радянських художників України з 1946 року. Дружина скульптора Олексія Олійника, мати графіка Наталії Григорової та скульптора Миколи Олійника, бабуся художників Олексія та Федора Григорових.

## Біографія
Народилася 15 [28] січня 1917 року в селі Юбері (нині Кіровська область, Росія). 1936 року закінчила Дніпропетровський художній технікум, де навчалася у Михайла Паніна; 1946 року — живописний факультет Київського художнього інституту (викладачі Михайло Шаронов, Олександр Фомін, Костянтин Єлева, Карпо Трохименко. Дипломна робота — картина «У дні німецької окупації» (керівник Карпо Трохименко).
Жила в Києві, в будинку на вулиці Чкалова, № 12, квартира № 11. Померла в Києві 9 листопада 1993 року.

## Творчість
Працювала в галузі станкового живопису. У реалістичній манері створювала тематичні картини, портрети, пейзажі, натюрморти. Серед робіт:
- «У дні німецької окупації» (1946; Національний музей у Львові; повтор — 1951);
- «Дівчата Краснодона» (1947);
- «Краснодон. Шахта імені Сергія Тюленіна» (1947);
- «Портрет Героя Соціалістичної Праці М. Кундиловської» (1949);
- «З поля» (1949; Полтавський художній музей);
- «У вихідний день на Дніпрі» (1951; Полтавський художній музей);
- «Будівництво Каховської ГЕС» (1952);
- «Натюрморт» (1953; Сімферопольський художній музей);
- «Тарас Шевченко серед казахів» (у співавторстві з Зінаїдою Волковинською; 1951 — Шевченківський національний заповідник у Каневі; 1954 — Національний історико-етнографічний заповідник «Переяслав»; 1956 — Літературно-меморіальний музей Тараса Шевченка у Форті-Шевченка; ще один екземпляр у Музеї Шевченка в Торонто);
- «Вечір на Десні» (1957; Миколаївський обласний художній музей імені В. В. Верещагіна);
- «Весна. Розлив» (1959);
- «Колгоспні рибалки» (1960);
- «Панщина» (1961);
- «Портрет свинарки В. Савенко» (1962);
- «Юний скульптор» (1964);
- «Портрет генерала Ф. Т. Уманського» (1964—1965);
- «Портрет поетеси Н. Приходько» (1965);
- «Окуні» (1968);
- «Квіти та кавун» (1969);
- «Натюрморт з трояндами» (1969);
- «Натюрморт із трояндами і яблуками» (1970);
- «Київський дворик» (1970);
- «Січневі квіти» (1974);
- «Квіти калини» (1975);
- «Чорнобривці» (1989);
- «Півонії» (1991).

Брала участь у республіканських виставках з 1947 року, всесоюзних та зарубіжних — з 1948 року.